# 통화 동맹

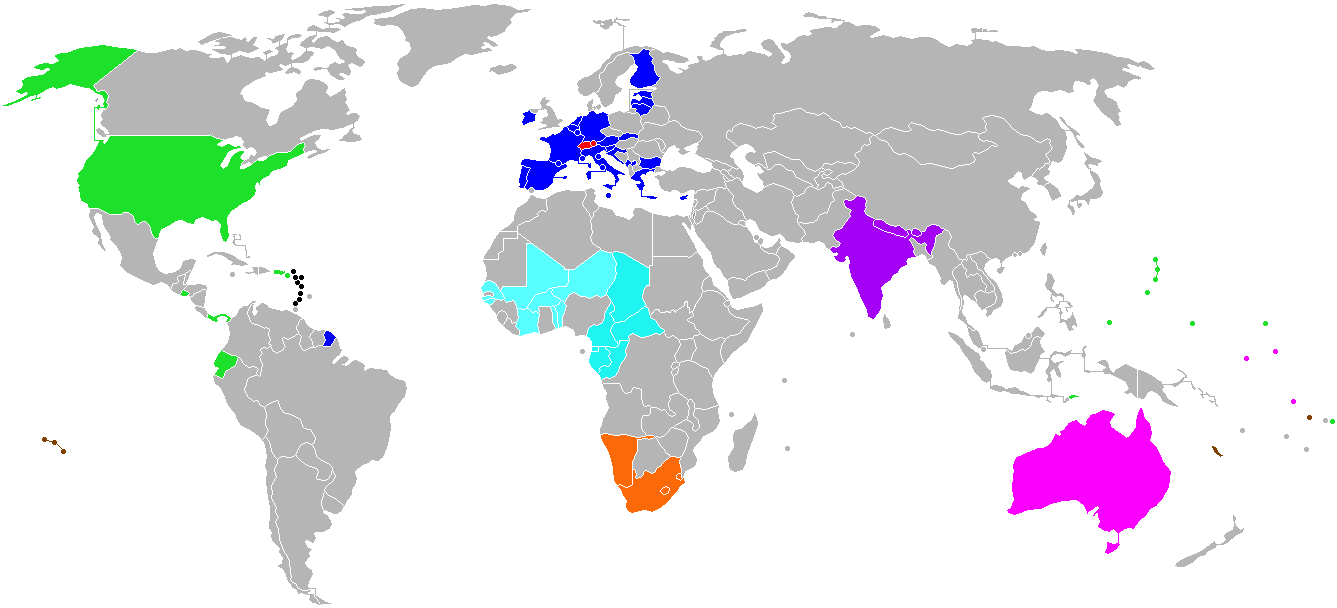
통화 동맹:
EUR 유로
USD 미국 달러
CHF 스위스 프랑
INR 인도 루피
AUD 오스트레일리아 달러
XCD 동카리브 달러
ZAR 남아프리카 공화국 랜드
XOF 서아프리카 CFA 프랑
XAF 중앙아프리카 CFA 프랑
XPF CFP 프랑

통화 동맹(monetary union) 또는 화폐 동맹은 여러 나라가 같은 화폐를 사용하는 동맹이다. 통화 동맹이 최적인 지역에 대한 최적통화지역 이론이 있다. 이는 동일한 통화를 공유하는 두 개 이상의 주를 포함하는 정부 간 협정이다. 이들 국가는 반드시 추가 통합(예: 관세 동맹과 단일 시장을 포함하는 경제 통화 동맹)을 갖지 않을 수도 있다.
통화 조합에는 세 가지 유형이 있다.
- 비공식 – 외화의 일방적인 채택.
- 공식 – 통화 당국과의 양자 또는 다자간 합의를 통해 외화를 채택하며 때로는 통화 페그 제도에서 현지 통화 발행으로 보완된다.
- 공통 정책을 통한 공식 – 여러 국가가 공통 통화 정책을 수립하고 공통 통화에 대한 통화 권한을 부여한다.

최적통화지역 이론은 경제적 효율성을 극대화하기 위해 통화를 공유해야 하는 지리적 지역을 결정하는 방법에 대한 문제를 다룬다.

## 같이 보기
- 북아메리카 통화 동맹